# Elkar
Elkar est une maison d'édition basque, basée à Saint-Sébastien en Espagne.

## Description
La maison d'éditions est lié à un réseau de librairies du même nom.